# Piano silencioso
Um piano silencioso é um piano acústico, onde há uma opção para silenciar as cordas, parando os martelos de golpeá-las. Um piano silenciado é projetado para prática silenciosa privada.